# Chrysosoma pseudogemmarium
Chrysosoma pseudogemmarium är en tvåvingeart som beskrevs av Octave Parent 1934. Chrysosoma pseudogemmarium ingår i släktet Chrysosoma och familjen styltflugor.
Artens utbredningsområde är Kongo. Inga underarter finns listade i Catalogue of Life.